# روزی یا یک روز
روزی یا یک روز (انگلیسی: Someday or One Day; چینی سنتی: 想見你; پین‌یین: Xiǎngjiàn Nǐ; به معنای «Want to See You») یک مجموعه تلویزیونی تایوانی سال ۲۰۱۹ با بازی آلیس کو، گرگ هان، پاتریک شی و کنی ین است. این مجموعه توسط فاکس نتورکس گروپ ایژا پسیفیک، هوالین میدیا اینترنشنال و تری فونیکسز پروداکشن سی‌او. ال‌تی‌دی. (三鳳製作) تولید شد و ۲۲ میلیون دلار جدید تایوان یارانه از اداره توسعه صنعت سمعی بصری و موسیقی دریافت کرد.
روزی یا یک روز از ۱۷ نوامبر ۲۰۱۹ تا ۱۶ فوریه ۲۰۲۰، شنبه‌ها ساعت ۲۲:۰۰ از سی‌تی‌وی پخش شد.
یک نسخه سینمایی از این مجموعه تلویزیونی در سال ۲۰۲۳ منتشر شد.

## اقتباس
یک اقتباس کره جنوبی از این مجموعه با نام به سوی زمان تو (کره‌ای: 너의 시간 속으로) توسط ان‌پی‌آی‌او انترتینمنت و لیان کانتنتس تولید شد. این مجموعه به نویسندگی چوی هیو بی، به کارگردانی کیم جین وون و با بازی آن هیو سوپ، جون یو بین و کانگ هون است و قرار است در نتفلیکس منتشر شود.